# Thiodina pallida
Thiodina pallida är en spindelart som först beskrevs av Carl Ludwig Koch 1846. 
Thiodina pallida ingår i släktet Thiodina och familjen hoppspindlar. Inga underarter finns listade i Catalogue of Life.